# Prowincjał
Prowincjał, przełożony prowincjalny – zakonnik wybrany lub mianowany na wyższego przełożonego prowincji zakonu. Może nosić też inne nazwy.

## Franciszkanizm
W prawodawstwie franciszkańskim osobę sprawującą pieczę nad prowincją nazywa się ministrem prowincjalnym, a potocznie prowincjałem. Wybiera go kapituła prowincjalna u Braci Mniejszych i Braci Mniejszych Kapucynów na okres sześciu lat (z możliwością przedłużenia do dziewięciu), a u Braci Mniejszych Konwentualnych na okres czterech lat (z możliwością wybrania na drugą, czteroletnią kadencję). Jego obowiązkiem jest czuwanie nad formacją zakonną wszystkich członków prowincji, dbanie o przestrzeganie prawa ogólnego i prowincjalnego oraz wizytowanie domów zakonnych (klasztorów). Minister prowincjalny wraz z radą go wspierającą (definitorium) odpowiada prawnie przed generałem zakonu i kapitułą prowincjalną. To prowincjał przyjmuje kandydatów do zakonu.
Zastępcą prowincjała jest wikariusz prowincjalny.